# Trio Jeepy
Trio Jeepy ist ein Jazzalbum von Branford Marsalis, das am 3. und 4. Januar 1988 in New York City aufgenommen und 1989 von Columbia Records veröffentlicht wurde.

## Das Album
Branford Marsalis hatte sich im Jahr zuvor mit seiner working band, zu der Pianist Kenny Kirkland, Bassist Delbert Felix und Schlagzeuger Lewis Nash gehörten, mit seinen Vorbildern als Saxophonist, Wayne Shorter, John Coltrane, Ben Webster und Ornette Coleman auseinandergesetzt. Für sein nächstes Projekt, sein fünftes Album für Columbia, ging Marsalis noch einen Schritt in der Jazzgeschichte zurück, lud einen Veteranen der Swingära, den damals 77-jährigen Bassisten Milt Hinton für sieben Stücke ein und spielte mit ihm und dem Schlagzeuger Jeff Tain Watts – neben einer Eigenkomposition – eine Reihe von Swingklassikern ein. Die Trio-Besetzung hatte er schon bei einem Titel („No Backstage Pass“) seines ersten Albums Scenes In the City angewendet. Einem weiteren seiner Vorbilder ist der Jazzstandard „Doxy“ gewidmet, den dessen Komponist Sonny Rollins mit Miles Davis 44 Jahre vor der Trio Jeepy-Session eingespielt hatte. Bei „Doxy“ und zwei weiteren Titeln, Ornette Colemans „Peace“ und Marsalis’ „Random Abstract“ kam für Hinton sein regulärer Bassist Delbert Felix ins Studio.

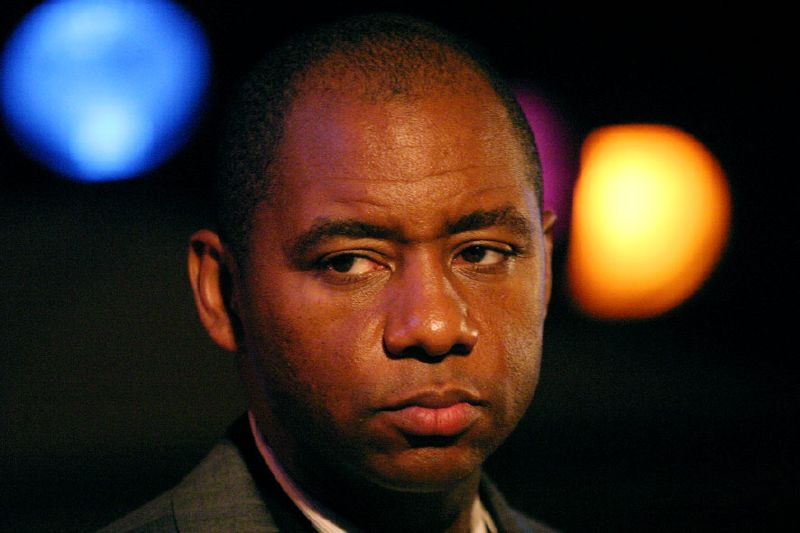
Branford Marsalis

Das Album beginnt mit „Housed from Edward“ – Branford Marsalis’ Reverenz an Duke Ellington. Tain Watts orientiert sich dabei an Vorbildern der Jazzgeschichte wie Baby Dodds, Zutty Singleton, Kenny Clarke oder Jo Jones, indem er vor allem ein Becken und ein Hi-Hat benutzt und die fehlende Klavier-Begleitung durch Snare und Basstrommel ausgleicht.
In Hoagy Carmichaels Standard von 1937, „The Nearness of You“ knüpft er an die Balladenspielweise Charlie Parkers an. „Three Little Words“, das Bert Kalmar und Harry Ruby 1930 schrieben, wird hier in Anlehnung an die Swing-Artikulation von Ben Webster und Chu Berry sowie den strukturellen Aufbau eines Sonny Rollins gespielt. Der Session-Charakter der Aufnahmen wird dadurch noch betont, dass der falsche Start auf der Fassung belassen wurde. Ähnlich erscheint hier die erste kurze Fassung der Tin-Pan-Alley-Nummer „Makin’ Whoopee“ aus der Feder von Walter Donaldson (1928).

Der folgende Titel „U.M.M.G.“ (Upper Manhattan Medical Group) von Billy Strayhorn, ist benannt nach einer Einrichtung, in der Ellingtons langjähriger Freund Arthur C. Logan tätig war. „Gutbucket Steepy“ ist ein gemeinschaftlich bei der Session geschaffener Blues in Des. Hinton schafft die ruhige, stark verlangsamte Stimmung durch seine Einleitung; Tain Watts spielt in der Tradition der Blues-Drummer.
Mit Rollins’ „Doxy“ kommt Delbert Felix für Milt Hinton. Branford Marsalis, „der das Stück in einer nicht gleich identifizierbaren Form“ spielt, löst sich nach Ansicht von Delfeayo Marsalis stark von der Urversion und spielt in einer Weise, die sehr an Ornette Coleman erinnert. Der Titel „Peace“ ist eine weitere „Verbeugung“ vor dem Free-Jazz-Pionier. Vorgesehen hatte Marsalis ursprünglich, es mit dem Sopransaxophon zu spielen, das Instrument jedoch vergessen; daher ist hier nun der eigentlich als Proben-Version vorgesehene Take zu hören. Der letzte Titel des Albums, „Random Abstract“ – mit dem Untertitel „Tain's Rampage“ – ist eine Kollektivimprovisation des Trios in der Tradition von John Coltrane.

## Bewertung des Albums

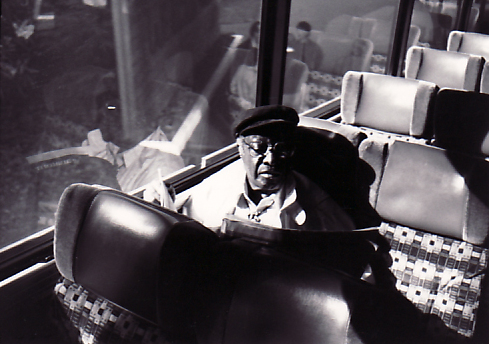
Milton Hinton (1989)

Der Kritiker Scott Yanow bewertete das Album im Allmusic mit der zweithöchsten Bewertung (4½ Sterne) und meinte, Marsalis hätte sicherlich viel Spaß bei diesen Aufnahmen gehabt; die Aufnahmen hätten einen spontanen Charakter und gelegentliche Spielfehler wurden anscheinend belassen. Trio Jeepy sei eine von Branford Marsalis’ zugänglichsten Aufnahmesessions und Milt Hinton stehle (ihm) oft die Show.
Für die Autoren Richard Cook und Brian Morton ist Trio Jeepy eine weitschweifige Session, strahlend lediglich einige brillante Momente wie das meisterhafte Balladenspiel in „The Nearness of You“, der überzeugende Wink zu Sonny Rollins („Doxy“) und das freie Spiel des Trios Marsalis-Felix-Watts als ein beglückender Flug. Bei allen Vorbehalten sei Trio Jeepy dennoch ein leichtgewichtiges und unterhaltsames Album, und sie zeichneten es in ihrem The Penguin Guide to Jazz Recordings mit drei Sternen aus.
Trio Jeepy wurde als #60 in der Liste der 100 Greatest Jazz Albums of All Time gewählt.

## Die Titel

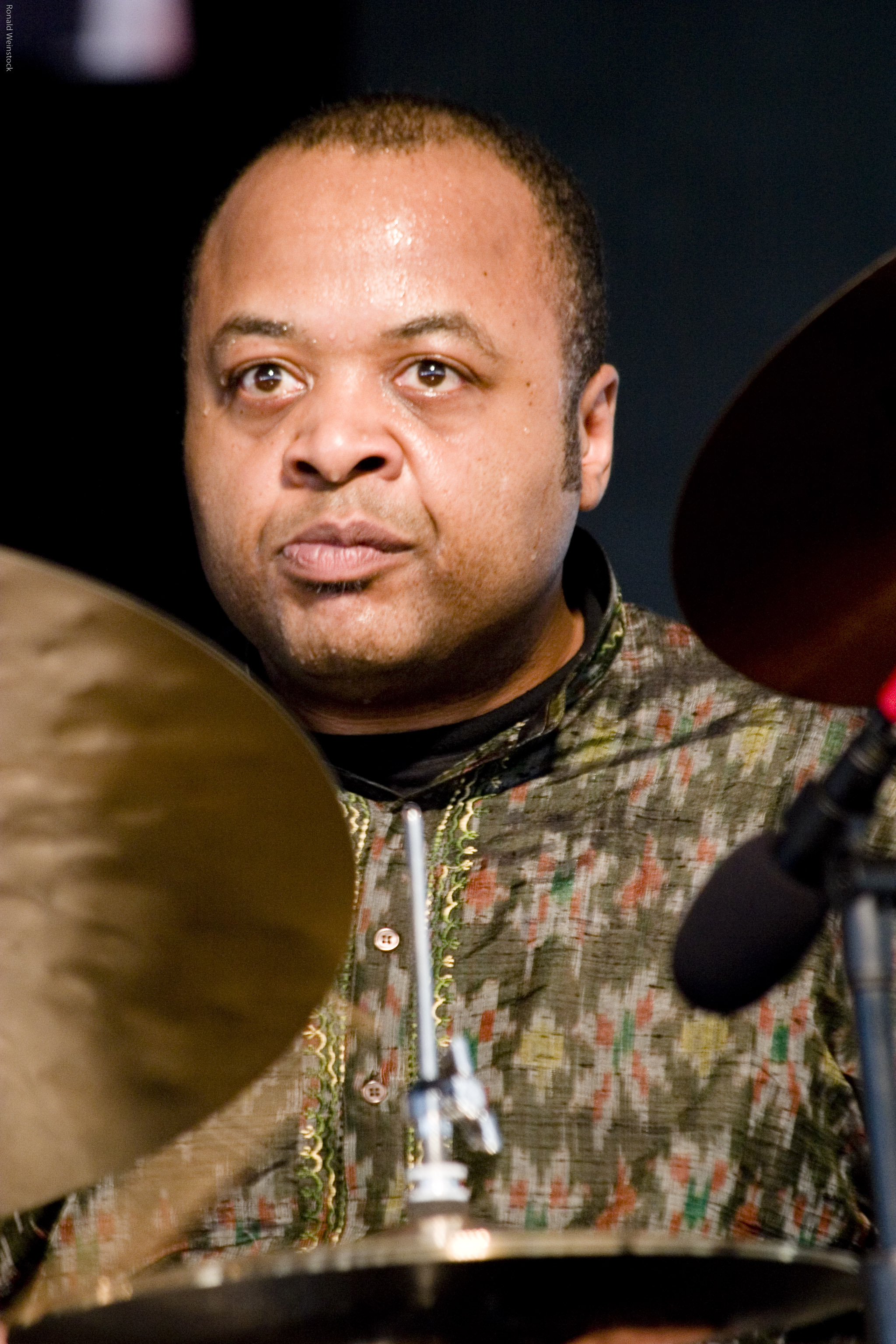
Tain Watts

- Branford Marsalis: Trio Jeepy (Columbia CBS 465134 2)

1. Housed from Edward (B. Marsalis) – 9:27
2. The Nearness of You (Hoagy Carmichael, Ned Washington) – 10:29
3. Three Little Words (Harry Ruby, Bert Kalmar) – 5:15
4. Makin’ Whoopee (Walter Donaldson, Gus Kahn) – 0:40
5. UMMG (Billy Strayhorn) – 7:19
6. Gutbucket Steepy (B. Marsalis, J. Watts, M. Hinton) – 6:27
7. Doxy (Sonny Rollins) – 7:57
8. Makin’ Whoopee (Reprise) – 8:57
9. Peace (Ornette Coleman) – 9:10
10. Random Abstract (Tain's Rampage) (B. Marsalis) – 8:00

- Die beiden Titel Stardust und D-Flat blues der Doppel-LP fehlen aus Platzgründen auf der CD-Edition